# Medicinska föreningen i Uppsala
Medicinska föreningen i Uppsala är en paraplyorganisation med syfte att koordinera föreningsverksamheter för studenter vid läkarprogrammet. Föreningen har idag ca 1200 medlemmar. Arbetet inom presidiet är helt ideellt och sker på de engagerades fritid. Tillsammans med läkarstudenterna på termin 2 så organiserar även Medicinska Föreningen läkarprogrammets mottagning varje termin. 
Verksamheten är förlagd till Medicinarcentrum på Akademiska sjukhuset.

## Underföreningarna
Medicinska föreningens verksamhet är uppdelad på flera underföreningar som arbetar inom olika områden för att ge en bred möjlighet till engagemang för studenterna på läkarprogrammet i Uppsala. 

### Medicinska Studierådet (MSR)
Medicinska studierådet har till uppgift att samordna studentrepresentation inom läkarprogrammet och verkar för att trygga utbildningskvaliteten. Verksamheten är bred och en viktig uppgift inom studierådet är det systematiska arbetet med löpande kursvärderingar samt klinikplaceringsutvärderingar för att ständigt utveckla samt förbättra utbildningen. I MSR finns det två studenter från varje termin som är kursrepresentanter och är med och diskuterar frågor som har uppkommit. 
MSR anordnar även årligen en studiedag enligt aktuella teman. 

### SLF Student
Sveriges Läkarförbund Student är del av facket Sveriges Läkarförbund och jobbar med att förbättra arbetsvillkoren för anställningar som underläkare och läkarassistent. Dessutom bevakar SLF Student den nationella utformningen av det nya 6-åriga läkarprogrammet. Det finns även lokala evenemang såsom AT-mässa, fadderkvällar, föreläsningar, forskningsmässa, sommarjobbskväll etc. 

### Sympaticus
Sympaticus är läkarprogrammets event- och festutskott. Varje år ordnas större sittningar och baler, men även mindre evenemang som pubquiz.
Klassiska sittningar inkluderar:
- P3: Pengar, piller och paragrafer. En gemensam finsittning varje vår med Uppsala Ekonomerna och Juridiska föreningen.
- Medicinarbal: Anordnas vartannat år. Traditionsenligt så planeras detta för att hållas på slottet en gång under en läkarstudentstid i Uppsala.
- Chiasma: En finsittning med läkarprogrammet på Karolinska Institutet.
- Sångboksfest: En mindre sittning får sånger ur läkarprogramemts sångbok "Sympaticusjournalen" står i fokus. [3]

### Medicinska Idrottsföreningen Uppsala (MIFU)
MIFU är läkarprogrammets egna idrottsförening. Främst så erbjuds möjligheter för alla läkarstudenter att delta i träningar varje vecka. Fotboll, volleyboll, löpning, simning och innebandy är återkommande idrottsgrenar som erbjudits sedan många år tillbaka. MIFU sätter även varje år ihop ett lag för deltagande i Medicinar-SM (MedSM) där alla läkarprogram möts i ett flertal olika grenar. Uppsala vann det senaste MedSM hösten 2021.

### IFMSA Uppsala
Detta är den lokala grenen av den internationella organisationen IFMSA som är världens största förening för läkarstudenter. IFMSA jobbar med frågor som rör mänskliga rättigheter, folkhälsa och medicinsk utbildning. Lokalt i Uppsala finns det flera olika projektgrupper som arbetar med dessa frågor på olika sätt. 

### Synapsis
Synapsis är läkarprogrammets egen tidning som utkommer med tre nummer årligen. Varje nummer följer ett särskilt tema och vanligt är skrivande om studentlivet eller yrkeslivet, intervjuer med läkare och föreläsare eller specifika reportage om vetenskapsområden. Inte sällan finns även horoskop, korsord och "redaktionen svarar" med i tidningen. 

### Glansbandet
Glansbandet är Medicinska föreningens storband. Glansbandet startade 198 och spelar på alla möjliga studentikosa och festliga tillställningar såsom vårbaler, medicinarbal och postklin. Idag är det inte längre bara läkarstudenter som är medlemmar, utan bandet består av både studenter och albumin från många olika utbildningar. 

### Mediscenarna
Mediscenarna är en ideell kulturförening, som i mindre formella termer framförallt arbetar med spex. Föreningen återbildades 2015 efter att ha legat i dvala under en längre tid.
Föreningens syfte är att sprida glädje till allmänheten och erbjuda studenter ett forum där de kan utvecklas artistiskt. Detta uppnås främst genom att en gång per år sätta upp ett storspex för allmänheten men vår verksamhet växer för fullt och endast medlemmarnas fantasi sätter gränserna för föreningens spexuella engagemang. Förutom detta ordnas även improvisationskvällar, bakfester, skrivarstugor och en uthyrningsdel där kortare sketcher sätts ihop för privata event.
I flera år höll även Mediscenarna spex för de nyantagna studenterna vid Uppsala Universitet på introduktionsdagen i universitetshusets aula.  

### SWESEM Jr
SWESEM Jr Uppsala är en student- och underläkarsektion till Svensk Förening för Akutsjukvård (SWESEM). Det anordnas workshops, seminarier och föreläsningar för att befästa och vidareutveckla kunskaper relaterade till akutsjukvård.

### SLS KUF
SLS KUF Uppsala är den lokala grenen av Svenska Läkaresällskapets Kandidat- och Underläkarförening. Föreningen verkar för att främja den personliga och professionella utvecklingen hos läkarstudenter och yngre läkare i Uppsala. Detta görs genom föreläsningskvällar, webbinarier och ett mentorskapsprogram som sker i samarbete med Upsala Läkareförening (ULF). 

### Kirurgiska Föreningen Uppsala (KFU)
Kirurgiska Föreningen Uppsala har som syfte att stimulera intresset för kirurgi och vara en plattform för kirurgiintresserade studenter och underläkare före legitimation. Föreningen arbetar med att anordna kirurgirelaterade evenemang som föreläsningar, studiecirklar och workshops samt erbjuder även möjligheten att praktiskt öva kirurgiska moment såsom suturering, knytteknik och titthålskirurgi. 

### Studenter i Forskning Uppsala (SiF)
Studenter i Forskning Uppsala startades år 2021. SiF finns i syfte för studenter som är forskningsintresserade och fungerar som en brygga mellan forskare och studenter. 